# 利济诺夫卡农村居民点
利济诺夫卡农村居民点（俄语：Лизиновское сельское поселение）是俄罗斯联邦沃罗涅日州罗索希区所属的一个农村居民点。其下辖有8个居民点，行政中心为利济诺夫卡。据2016年统计，该农村居民点的人口为2141人。